# Miles Teg
Miles Teg je jeden z hrdinů knižní science fiction série Duna od spisovatele Franka Herberta. Rovněž vystupuje ve dvou pokračováních této série, vytvořených spisovatelskou dvojicí Brian Herbert a Kevin J. Anderson - Lovci Duny a Píseční červi Duny.

## Osobnost
Miles Teg (14929-15229), vojevůdce Sesterstva Bene Gesserit s hodností bašára je geniální stratég, mentat a válečník, pro své schopnosti, povahu i vzhled často přirovnávaný k vévodovi Leto Atreidovi. Je potomkem rodu Atreidů, takže jej není možné sledovat předzvěstnou schopností. V příběhu se s ním setkáváme až ve věku 300 let, takže s jeho minulostí se seznámíme jen v útržcích. Jeho matka byla benegesseriťanka, která mu dala vynikající výcvik těla i ducha a naučila ho rozpoznávat Tvarové tanečníky. Celý život zasvětil své službě Sesterstvu. Měl mladšího bratra Sabina, který byl před mnoha lety otráven. Dozvíme se také, že Darwi Odradová, matka představená Bene Gesseritu, je jeho dcerou. 

## Příběh
Ve věku 300 let žije Miles Teg na odpočinku, ale je přesvědčen Sesterstvem ke speciální službě - má se stát vychovatelem klonu Duncana Idaha na planetě Gammu (dříve Giedi Primě). Několik předchozích klonů Idaha se stalo obětí atentátu, aniž se v nich podařilo vyvolat vzpomínky na minulé životy, takže Sesterstvo vybere bašára, aby využil svých vynikajících strategických schopností a Idaha ochránil. Zároveň je možné využít jeho podobnosti s Letem Atreidem pro vyvolání Idahových vzpomínek. 
Mladý Idaho se stane předmětem pronásledování, a proto se s Tegem ukryjí v prastaré harkonnenské skrýši, kde Teg vyvolá v Idahovi vzpomínky. Poté jsou však napadeni, na útěku rozděleni a oba zajati. Tega se pokoušejí špehové zkoumat zvláštní sondou, vynálezem Iksu, která vyvolává strašlivou bolest, jíž údajně nedokáže nikdo odolat. Avšak s Tegem se odehraje podivná proměna, která v něm odblokuje naprosto mimořádné síly. Teg se díky tomu dokáže pohybovat rychleji, než oko může spatřit, má nesmírnou sílu a svým vnitřním zrakem dokáže sledovat nelodě - kosmické koráby, které jsou jinak naprosto neodhalitelné. Zároveň ho ovšem použití těchto schopností stojí nesmírné množství energie, takže kdykoli je použije, hrozí mu totální vyčerpání. Teg využije svých schopností k útěku a díky své pověsti čestného vojevůdce získá na svou stranu mnoho válečných veteránů, s jejichž pomocí uloupí jednu z nelodí, zachrání Idaha a dívku Sheenu z Arrakis a ukryje je na Kapitulu, hlavní planetu Sesterstva. Sám zahyne při ničivém útoku nepřátelských Ctěných matre na Arrakis.

## Klon
Protože se Sesterstvo doslechlo o Tegových mimořádných schopnostech, nechala matka představená Odradová na Kapitule vypěstovat jeho klon. Tomu už v šesti letech byly vyvolány vzpomínky na minulý život, takže mohl naplánovat válečnou strategii pro boj se Ctěnými matre. Těm je nakonec vnucen smír a sloučení se Sesterstvem pod vedením Murbelly (která je zároveň Matkou představenou a zároveň Velkou ctěnou matre). Část Bene Gesseritu ovšem s tímto postupem nesouhlasí a na palubě nelodi, řízené Idahem, uprchne do neznámého vesmíru. K nim se připojí i Teg. 
Společně mnoho let putují vesmírem a stěží unikají před tajemným Nepřítelem, jímž se postupně ukážou být myslící stroje, považované už mnoho tisíciletí za poražené. Když jsou téměř dopadeni a jejich loď poškozena, Miles Teg využije svých schopností a loď opraví, nicméně jej to stojí tolik sil, že na místě zemře. 
Když je později dosaženo vítězství nad Nepřítelem, Idaho uvažuje o tom, nechat si vypěstovat nový Tegoův klon, protože jej považuje za jednoho z nejpozoruhodnějších mužů a nejbližších přátel, jaké ve svých mnoha životech poznal. 